# 龙河镇 (定安县)
龙河镇，是中华人民共和国海南省定安县下辖的一个乡镇级行政单位。

## 行政区划
龙河镇下辖以下地区：
龙塘社区、岭寨村、南勋村、西坡村、茶根村、旧村、平塘村、石塘村、鸭塘村、安良村、龙介村、菉林村、天群村、水竹村和龙河镇石八农场。